# Ardrishaig
Ardrishaig, uttalas "ar-drishig", (gaeliska Rubha Aird Driseig) är en hamnort i kommunen Argyll and Bute, och är belägen vid södra inloppet till Crinan Canal i västra Skottland. Folkmängden uppgick till 1 320 invånare 2012, på en yta av 0,96 km².
Historiskt var detta en gång i tiden ett smugglingställe. Chalmers Street är ortens huvudgata. Ardrishaig är belägen intill en klippa vid gränsen mot Loch Fyne närmast de södra delarna av staden Lochgilphead. Den har en pir, en fyr, några pubar, antikaffärer och hotell. Brittiska Waterways har även ett kontor här.

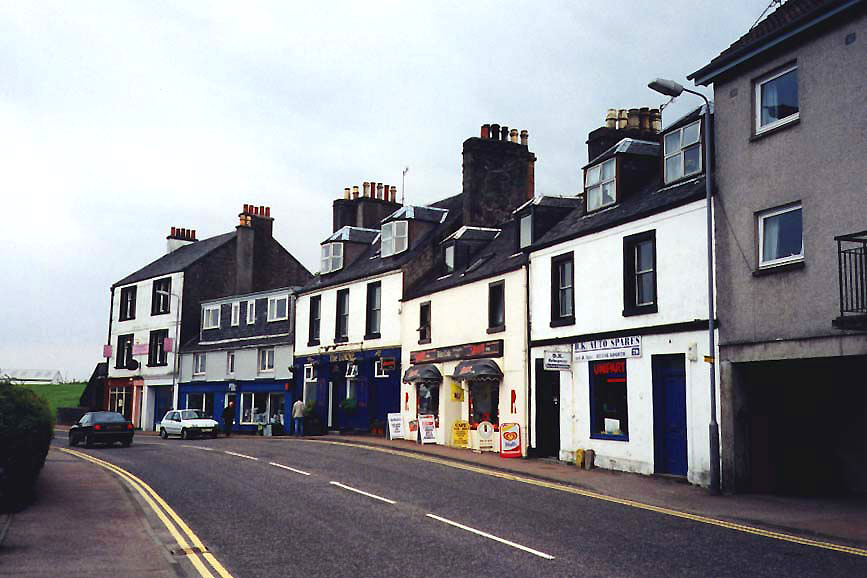
Chalmers Street, ortens huvudgata.